# Serug
Serug je v bibliji omenjen kot sin Reua in oče Nahorja. Živel naj bi 230 let. (Geneza 11:20-23)
V grški različici Evangelija po Luku 3:35. ga imenujejo Saruh (Saruch).